# ギ酸
ギ酸（ギさん、蟻酸、英: formic acid）は、分子量が最小のカルボン酸である。IUPAC命名法ではメタン酸 (methanoic acid) が系統名である。カルボキシ基(-COOH)以外にホルミル基(-CHO)も持つため、性質上、還元性を示す。空気中で加熱すると発火しやすい。なお、ギ酸を飽和脂肪酸として見た時は、常温常圧において他の飽和脂肪酸よりも比重が大きいことで知られる。多くの飽和脂肪酸の比重が1を下回っているのに対し、ギ酸の比重は約1.22と酢酸よりもさらに比重が大きい。ギ酸は工業的に生産されており、その水溶液は市販されている。

## 生成方法
酢酸生産時の副生成物としてギ酸が得られるが、それだけでは不足するため他の方法を用いたギ酸の生成も行われている。
メタノールと一酸化炭素を強塩基存在下で反応させると、ギ酸メチルが生成する。
{\displaystyle {\ce {CH3OH + CO -> HCOOCH3}}}
工業的にはこの反応は高圧液相下で行われる。典型的な反応条件は 80 ℃、40気圧でナトリウムメトキシドを用いるというものである。ギ酸メチルを加水分解するとギ酸が生成する。
{\displaystyle {\ce {HCOOCH3 + H2O -> HCOOH + CH3OH}}}
しかしながらメチルエステルの加水分解を効率的に進行させるには大過剰の水が必要であるため、他の化合物を経由した加水分解も行われている。ギ酸メチルをアンモニアと反応させホルムアミドを生成後、ホルムアミドを硫酸で加水分解するというものである。
{\displaystyle {\ce {HCOOCH3 + NH3 -> HCONH2 + CH3OH}}}
{\displaystyle {\ce {HCONH2 + H2O + 1/2H2SO4 -> HCOOH + 1/2(NH4)2SO4}}}
この方法では硫酸アンモニウムが副生成物として混入してしまうという問題点がある。このため近年、製造業者はエネルギー効率向上の観点から、ギ酸メチルを直接加水分解した後の大過剰の水からギ酸を取り出す技術を開発している。例としてBASFの、有機塩基を用いて抽出するという手法が挙げられる。
また高圧下で水酸化ナトリウムに一酸化炭素を反応させ、ギ酸ナトリウムをつくり、これを塩酸で分解しても得られる。これらの反応から一酸化炭素はギ酸の無水物とも見做される。
{\displaystyle {\ce {NaOH + CO -> HCOONa}}}
濃縮したいときは次のようにする。
1. 水溶液を強く冷却し、ギ酸の結晶を析出させる。
2. 精留塔で分離する。
3. ギ酸プロピルを混ぜて蒸留すると、蒸留液は二層に分かれる。このうちギ酸プロピルの層を蒸留すると、純ギ酸が得られる。

## 歴史
15世紀初頭には、錬金術師や博物学者の一部は、エゾアカヤマアリ類の蟻塚から酸性の蒸気が出ていることを知っていた。1671年、イギリスの博物学者であるジョン・レイ (John Ray) が、大量の死んだアリの蒸留によりギ酸を初めて単離し、「アリの酸 (formic acid)」と命名した。ジョセフ・ルイ・ゲイ＝リュサックが、シアン化水素からのギ酸の合成に成功した。シアン化水素はギ酸のニトリルとも見做せる物質である。1855年、フランスのマルセラン・ベルテロが、今日行われている一酸化炭素からの合成を行った。

## 化学的性質
ギ酸は水や多くの極性溶媒、炭化水素に溶解する。炭化水素に溶解している場合や気体の場合、水素結合によりカルボン酸の二量体を形成している。この結合の存在により、気体は理想気体の性質から大きく外れたものとなる。液体及び固体状態では効率的な水素結合のネットワークを形成している。
ギ酸はカルボン酸であるが、通常の条件下では酸塩化物や酸無水物を形成しないという特徴を持つ。これらを生成させようとした実験のほとんどは一酸化炭素が生成するという結果に終わった。その後 −78 ℃ でフッ化ホルミルをギ酸ナトリウムと反応させると酸無水物が、−60 ℃ で1-ホルムイミダゾールのクロロメタン溶液と塩酸を反応させると酸塩化物が生成するという報告がなされた。加熱するとギ酸は一酸化炭素と水に分解する。
カルボン酸としては独特の性質を持ち、アルケンと反応する。ギ酸とアルケンが反応するとギ酸エステルを生成する。しかし硫酸やフッ化水素などの酸が存在するとコッホ反応 (Koch reaction) によりギ酸がアルケンに付加し、炭素鎖が伸長したカルボン酸が生成する。
ギ酸水溶液は、1価の脂肪族カルボン酸の中では最も強い酸であることに加えて腐食性を持ち、皮膚に触れると水泡を生じ、痛みを与える。0.1 mol dm−3水溶液中の電離度は0.042である。また100%ギ酸のハメットの酸度関数はH0 = −2.22であり比較的強い酸性媒体である。
{\displaystyle {\ce {HCOOH (aq) <-> H+ (aq) + HCOO^{-}(aq)}}}
その酸解離に対する熱力学的諸量は以下の通りである。
| ΔH○            | ΔG○           | ΔS○            | ΔCp○            |
| -------------- | ------------- | -------------- | --------------- |
| −0.12 kJ mol−1 | 21.4 kJ mol−1 | −72 J mol−1K−1 | −172 J mol−1K−1 |

また、濃硫酸または三酸化硫黄を加えて熱すると一酸化炭素を生じる。
{\displaystyle {\ce {HCOOH -> CO + H2O}}}
{\displaystyle {\ce {HCOOH + SO3 -> CO + H2SO4}}}
ギ酸はアルデヒドでもあるため、還元性を持つ。にもかかわらず、フェーリング反応はほとんど示さない。これは、ギ酸イオンが銅イオンと安定なキレート錯体を形成するためで、ギ酸イオンが銅イオンを包み込み、銅イオンが酸化銅(I)として沈澱するのを妨げるからだと考えられる。
同じく還元性に由来する銀鏡反応は問題なく起こる。
ギ酸は酸化されると炭酸を生じる。
{\displaystyle {\ce {HCOOH + (O) -> H2CO3}}}
またギ酸はホルムアルデヒドの酸化でも生じる。
{\displaystyle {\ce {CH2O + (O) -> HCOOH}}}

## 生物とギ酸
ギ酸というとアリを思い浮かべる人が多いが、すべてのアリがギ酸を持つわけではない。ハチの仲間であるアリは、ほとんどの種で尾端に毒針を持っており、これで巣の防衛や獲物の攻撃を行う。しかし、ヤマアリ亜科とカタアリ亜科のアリの場合はこの毒針を失っており、水鉄砲のように毒性のある毒液を外敵に吹きかけて巣を防衛したり、獲物を狩ったりする。ヤマアリ亜科の場合にはこの毒液の主成分がギ酸であり、ギ酸の腐食性と浸透性によって外敵の皮膚を損傷し、毒液を体内に浸透させる。北半球の温帯地方、特にその北部で特に繁栄していてヒトの生活圏で個体数も多いヤマアリ属 Formica spp. やケアリ属 Lasius spp. のアリがヤマアリ亜科に属すため、この地域でアリの巣を刺激した時にギ酸による攻撃を受けることが多い。
ギ酸はヤマアリ亜科のアリから防御液を吹きかけられたり、イラクサの棘に刺されたときの刺激の一因となっている（ただし、イラクサの毒作用はヒスタミンとアセチルコリンが主成分とする説が有力になってきている）。
メタノールを誤飲すると失明・死亡するが（メタノール毒性）それはメタノールの酸化により生じるホルムアルデヒドのせいだけではなく、それがさらに酸化されて生じるギ酸が、ミトコンドリアの電子伝達系に関わるシトクロムオキシダーゼを阻害するために視神経毒性が現れるとする意見もある。
ギ酸は、10-ホルミルテトラヒドロ葉酸合成酵素によりテトラヒドロ葉酸から10-ホルミルテトラヒドロ葉酸を経て代謝、分解される。ヒトではこの反応速度が遅いためギ酸が残留して毒性を示すこととなる。

## 利用
主な利用法としては家畜用飼料（サイレージ）の防腐剤や抗菌剤といったものが挙げられる。干し草や貯蔵牧草などに噴霧すると腐食を抑え、栄養価を保持するなどの特徴から冬季の牛の飼料などに広く用いられる。養鶏業ではサルモネラ菌除去のため時々飼料に加えられる。養蜂業ではミツバチヘギイタダニ等のダニ殺虫剤として用いる場合がある。また繊維工業や皮なめしの場でも用いられることがある。ある種のギ酸エステルは香料となる。
有機合成化学では、しばしば水素化物イオン源として用いられる。エシュバイラー・クラーク反応やロイカート・ヴァラッハ反応は良い例である。
研究室内では、硫酸と混合することで一酸化炭素源として用いられる。ホルミル源としても用いられることがあり、トルエン中でメチルアニリンからN-メチルホルムアニリドを生成する反応が例として挙げられる。
ギ酸を燃料とするギ酸燃料電池も開発中である。
ロジウム単核金属錯体触媒を用い常温常圧下でギ酸を分解し水素を高効率に取り出すことに成功した。これにより、取扱いに不便な水素貯蔵にかえてギ酸による安全貯蔵、運搬に道が開けたことになる。
ギ酸純粋物を直接利用する手法ではないが、ヨーグルト製造においては、まずギ酸を生成するサーモフィルス菌（Streptococcus thermophilus）によって凝固し殺菌された固形のヨーグルト原料を作り、それを基礎として更に独自の乳酸菌を用いて最終的な製品に仕上げるという方法が取られる場合が多い。（このプロセスは、製造過程でサーモフィルス菌を使っている事を明示しているヨーグルトはもちろん、そうでないヨーグルトでも用いられる。また、ハードヨーグルト、ソフトヨーグルト、ドリンクヨーグルトを問わず広く用いられている。）

## 危険性
液体のギ酸溶液や蒸気は皮膚や目に対して有害である。特に目に対して回復不能な障害を与えてしまう場合がある。吸入すると肺水腫などの障害を与えることがある。ギ酸の蒸気中には一酸化炭素も含まれていることが多いため、大量のギ酸の蒸気を扱う際には注意しなければならない。
慢性的な暴露により肝臓や腎臓に悪影響を及ぼすと考えられている。またアレルギー源としての可能性も考えられている。
動物実験により変異原性が確認されていたが、変異原性はギ酸のみに見られ、ギ酸ナトリウムなどの塩には見られないことから、変異原性はその低いpHによるものだと考えられている。

## 法的規制
日本では毒物及び劇物取締法により劇物（90%以上の水溶液）に、消防法により危険物第4類（第2石油類 水溶性）に、また安衛法による文書交付対象物質に指定されている。

## 関連化合物

### ギ酸塩

ギ酸イオン

ギ酸の電離により生成するイオンをギ酸イオン ({\displaystyle {\ce {HCOO-}}}) と呼び、ギ酸イオンを含む塩をギ酸塩と呼ぶ。
ギ酸イオンは多くの金属イオンおよびアンモニウムと塩を生成するが、銀塩は室温で不安定である。多くのものはギ酸イオンを含むイオン結晶であるが、ベリリウム、クロム(III)および鉄(III)などはギ酸イオンで架橋した金属多核錯体を形成している。
多くのものが水溶性であるが、スズ塩、鉛塩およびビスマス塩などは難溶性である。
ギ酸ナトリウム HCOONa は繊維の染色や印刷の過程などで用いられる。

### ギ酸エステル

ギ酸メチル

ギ酸とアルコールが脱水縮合した構造を持つエステルをギ酸エステルと呼び、{\displaystyle {\ce {HCOOR}}} の構造を持つ。
ギ酸エステルには果実の芳香の成分となっているものが存在し、ギ酸エチル HCOOC2H5 は桃、ギ酸アミル HCOOC5H11 はリンゴ、ギ酸イソアミル HCOOCH2C2CH(CH3)2 は梨の香りの成分の一つであり、香料として用いられる。
ギ酸メチル HCOOCH3 はエーテル様芳香を持ち、化成品原料として用いられる。
その他、ギ酸誘導体には、ニトリルとしてシアン化水素 HCN、アミドとしてホルムアミド HCONH2 などが存在する。またカルボン酸ハロゲン化物としてのギ酸クロリド HCOCl は室温では安定でない。